# 叙尔特东
叙尔特东（德語：Sylt-Ost，發音：[ˌzʏltˈʔɔst]）是德国石勒苏益格-荷尔斯泰因州北弗里斯兰县曾经的一个市镇，面积37.97平方千米，2006人口为5,871人。2009年1月1日，叙尔特东与另外2个市镇合并为新市镇叙尔特。